# Opel Calibra
Opel Calibra — автомобиль Opel, известный также как Vauxhall Calibra в Великобритании, Holden Calibra в Австралии и Новой Зеландии и Chevrolet Calibra в Южной Америке. Переднеприводное/полноприводное купе, выполненное на базе Opel Vectra A (Vauxhall Cavalier). Запущена в производство в 1989 году. Модель была снята с производства в 1997 году.

## Дизайн
Дизайн Calibra был разработан в Европейском дизайн-центре Дженерал-Моторс, которым на тот момент руководил Уэйн Черри. Основной особенностью являлся низкий, стремительно-спортивный силуэт. Принципиальным отличием от модели-предшественника, Opel Manta B, являлось поперечное расположение двигателя и переднеприводная схема. Своеобразным «реверансом» в сторону предшественника была форма задней двери, в которой чётко прослеживалось фамильное сходство с задней дверью Manta СС.
Базой для создания Calibra послужила платформа модели Opel Vectra А, которую Opel выпускал с 1988 года. Основные узлы и инженерные решения были идентичными, однако задняя подвеска, в отличие от зависимой балки Vectra, была более сложной — массивные рычаги позволили сделать заднюю подвеску полностью независимой.
Группе дизайнеров под руководством Эрхарда Шнелля удалось довести коэффициент аэродинамического сопротивления новой модели до рекордно низкой величины — 0,26, что, на тот момент было абсолютным рекордом для серийно выпускаемых автомобилей.
Характерной чертой, которая впоследствии использовалась в моделях Vectra B хетчбэк и Opel Astra G купе, являлась форма задней стойки крыши. Другой особенностью стали узкие передние фары, в которых для ламп ближнего света использовались эллипсные линзы. Стандартным оборудованием были легкосплавные колёсные диски диаметром в 15 дюймов, спортивные сиденья OEM Рекаро, гидроусилитель руля, электропривод зеркал и лёгкая тонировка салонных стёкол. За дополнительную плату устанавливался кондиционер, подогрев сидений, электрический привод боковых стёкол, фары со встроенными противотуманками, бортовой компьютер, потолочный люк с электроприводом. Стоимость базовой комплектации в Германии на момент начала продаж составляла 36 900 марок.

## Двигатели
Изначально Calibra комплектовалась двумя двигателями — базовым двухлитровым восьмиклапанным C20NE (85 кВт/115 л.с.), позаимствованным с мощных версий Vectra А, и изготовленном на его блоке шестнадцатиклапанном C20XE (110 кВт/150 л.с.). Этот двигатель был первым крупномасштабным производством Опелем двигателей с четырьмя клапанами на цилиндр и двумя распределительными валами (DOHC). Применение этой технологии позволило поднять отдачу по сравнению с восьмиклапанными двигателями равного объёма на 37 %. Этот двигатель позволял Calibra разгоняться до 100 км/ч за 8,5 секунд и достигать максимальной скорости в 223 км/ч. Отличные аэродинамические характеристики позволили добиться небольшого расхода топлива — на уровне 9,5 литров на 100 км в смешанном цикле. Кроме Calibra, двигателем C20XE стали оснащаться топовые версии модели Кадета Е (GSi 16V), Астры Ф (GSi 16V) и специальная версия Вектры А 2000.
Комплектации с двигателем C20NE оснащались на выбор пятиступенчатой механической коробкой или четырёхступенчатым автоматом. На C20XE автоматические коробки не ставились. Для всех комплектаций с ручными коробками были доступны версии с полным приводом.
| Модель        | Объём      | Маркировка | Мощность           | Момент     | 0-100 км/ч | Vмакс      | Период     |
| 4 цилиндра    | 4 цилиндра | 4 цилиндра | 4 цилиндра         | 4 цилиндра | 4 цилиндра | 4 цилиндра | 4 цилиндра |
| ------------- | ---------- | ---------- | ------------------ | ---------- | ---------- | ---------- | ---------- |
| 2.0           | 1998 см³   | C20NE      | 85 кВт (115 л.с.)  | 170 Нм     | 10,0 с     | 205 км/ч   | 1990−1997  |
| 2.0 16V       | 1998 см³   | X20XEV     | 100 кВт (136 л.с.) | 185 Нм     | 9,5 с      | 215 км/ч   | 1994−1997  |
| 2.0 16V       | 1998 см³   | C20XE      | 110 кВт (150 л.с.) | 196 Нм     | 8,5 с      | 223 км/ч   | 1990−1994  |
| 2.0 Turbo 4x4 | 1998 см³   | C20LET     | 150 кВт (204 л.с.) | 280 Нм     | 6,8 с      | 245 км/ч   | 1992−1996  |
| 6 цилиндров   |            |            |                    |            |            |            |            |
| 2.5 V6        | 2498 см³   | C25XE      | 125 кВт (170 л.с.) | 227 Нм     | 7,8 с      | 237 км/ч   | 1993−1996  |
| 2.5 V6        | 2498 см³   | X25XE      | 125 кВт (170 л.с.) | 227 Нм     | 7,8 с      | 237 км/ч   | 1996−1997  |

## Турбо
С марта 1992 года Opel выпускали нового флагмана семейства. Им стал Calibra 16V турбо 4х4. Модель оснащалась турбированной версией шестнадцатиклапанного мотора. Новый двигатель получил маркировку C20LET (150 кВт./204 л.с.) Обязательным атрибутом машин, оснащённых этим двигателем, стала система полного привода и шестиступенчатая механическая коробка передач Getrag. С появлением в моторной гамме модели двигателя C20LET Калибра обрела, наконец, динамические характеристики, соответствующие внешнему виду — Calibra-турбо разгонялась до 100 км/ч за 6,8 секунды и достигала максимальной скорости в 245 км/ч. Версии с C20LET предлагались в Германии по 49 880 марок.
Внешних отличий от остальных версий Calibra-турбо практически не имела, за исключением шестнадцатидюймовых дисков на пятиболтовых ступицах и шильдиков с надписью «Турбо». На некоторых турбо-версиях Calibra логотип Opel на рулевом колесе заменялся на значок с надписью «Турбо».

## V6 и X20XEV
В 1993 году в моторной гамме Calibra появился шестицилиндровый двадцатичетырехклапанный C25XE, (позже заменён X25XE) объёмом 2,5 литра, которым также стали комплектоваться Vectra А и Omega B. Он разгонял Calibra до 100 км/ч за 7,8 сек, и позволял достичь максимальной скорости в 237 км/ч. Для него, так же, как и для ранних моделей, была доступна комплектации с автоматической коробкой. Систему полного привода на модели с шестицилиндровыми двигателями не устанавливали.
Кроме того, к августу 1993 года двигатель C20XE был исключён из моторной гаммы, в связи со вступающими в силу требованиями Евро-2. Его место занял более экологичный, но менее мощный X20XEV Ecotec, представляющий собой дефорсированную и удешевлённую версию C20XE.

## Полный привод
Полный привод на Calibra был позаимствован, как и многие другие основные узлы, с Vectra А, версии 4х4. Полноприводные версии Calibra стали предлагаться покупателям одновременно с началом продаж. Калибра 4х4 была вторым полноприводным автомобилем за всю историю фирмы Опель, выпускающимся серийно. Автоматическая система с вискомуфтой обеспечивала, в условиях сухого покрытия, полную переброску крутящего момента на передние колёса. В случае, если передние колёса начинали проскальзывать, система передавала часть момента на задние колёса. При торможении момент полностью переключался на передние колёса, чтобы обеспечить нормальную работу системы ABS. Так же система полного привода автоматически отключалась при скоростях больше 170 км/ч.
Полным приводом оснащались Calibra с любыми типами четырёхцилиндровых двигателей, но исключительно с механической коробкой передач. На шестицилиндровые двигатели система полного привода не устанавливалась.
Калибра с двигателем C20NE и системой полного привода разгонялась до 100 км/ч за 11 секунд и достигала максимальной скорости в 198 км/ч, с двигателем с20хе — в 215 км/ч. Наличие полного привода в среднем увеличивало расход топлива на 1 литр на 100 км. Цена базовой модели с полным приводом составляла в Германии 44 215 марок.

## Изменения модельного ряда 1993 года
С августа 1993 года, в связи с ужесточением норм безопасности и экологичности, в конструкцию модели были внесены некоторые изменения. Так, подушки безопасности водителя и переднего пассажира вошли в стандартную комплектацию, в дверях стали устанавливаться вварные трубы, призванные обеспечить безопасность водителя и пассажира при боковом ударе, были усилены оконные стойки, введены крепления и пряжки ремней безопасности нового типа, автомобили стали комплектоваться системами предварительного натяжения ремней безопасности при ударе. Кроме того, стали использоваться меры, призванные сделать производство и использование автомобиля более экологичным — двигатели с пониженным содержанием вредных выбросов, лакокрасочное покрытие на водной основе, новые, менее агрессивные хладагенты в кондиционерах.
Эти изменения коснулись, в первую очередь, автомобилей, которые выпускались на основном заводе Opel в Рюссельсхайме). Сложно сказать, в какой степени они были реализованы на второй производственной площадке, на заводе Valmet Automotive в Уусикаупунки (Финляндия), однако доподлинно известно, что в 1994 году подушки безопасности на моделях финской сборки в стандартную комплектацию не входили.

## Фейслифтинг
Летом 1994 модель подверглась небольшому фейслифтингу. Передняя эмблема Opel перекочевала с капота на решётку радиатора, дизайн которой также был изменён. В гамме интерьера появились новые версии обивки, дополнительные приборы со шкалами белого цвета вошли в стандартную комплектацию, на приборной панели появились новые диагностические лампы. Также изменился дизайн колёсных дисков.
К ноябрю 1994 года стандартная версия Калибры 2.0i предлагалась германским покупателям за 40 835 марок, 16v — за 43 495 марок, V6 — 51 070, Турбо — 54 345 марок. Полный привод с этого времени стал прерогативой исключительно турбо версии.

## Комплектации
Покупателям Calibra предлагалась в двух фиксированных комплектациях — со стандартным и расширенным набором дополнительного оборудования. Стандартный набор опций сильно отличался для моделей с разными двигателями. Если в стандартном варианте комплектации модели с младшим двигателем (C20NE) оснащались механическими стеклоподъёмниками, часами вместо бортового компьютера и двумя подушками, то стандартная комплектация для моделей с шестицилиндровым двигателем включала в себя электрические стеклоподъёмники, электролюк, кондиционер, и даже кожаный салон. В моделях, оснащённых турбо-мотором, ко всему перечисленному добавлялся бортовой компьютер.
В качестве топовой комплектации вводится Classic. От стандартной комплектации она отличалась дополнительным оборудованием, которое широко варьировалось в зависимости от двигателя, установленного на модели. В целом, можно выделить следующую закономерность — чем младше двигатель, тем обширнее список дополнительного оборудования. Для старших моделей, таких как V6 и турбо, комплектация «Classic» отличалась от стандартной наличием более продвинутой магнитолы (Philips SC 804), кожаным салоном бежевого цвета вместо чёрного в стандартной версии, и покраской в «металлик».
К середине 1995 года место комплектации Classic вводится Classic II. Различия между ними были незначительны и касались, в первую очередь, звуковых систем.

## Специальные редакции
В 1995 году на рынок была выпущена специальная редакция DTM Edition, которой Opel отметил успехи Calibra DTM в немецком кузовном чемпионате 1994 года, когда Клаус Людвиг, выступавший в составе команды Team Rosberg, занял третье место по итогам чемпионата. Её отличали 16-дюймовые легкосплавные диски в DTM-стиле, заниженная на 20 мм спортивная подвеска, также отличительной чертой являлись шильдики DTM на передних крыльях и на крышке багажника, ручки дверей, покрашенные в цвет кузова, тканевый салон оригинальной расцветки. Кроме того, на крышке пепельницы устанавливалась табличка с логотипом «DTM» и индивидуальным номером (от 1 до 1000). Модели, выпущенные в DTM Edition, оснащались моторами четырёх типов — C20NE, X20XEV, X25XE и C20LET, и имели три варианта покраски — белый, жёлтый или чёрный. При варианте в белый цвет окраски колёсные диски также были покрашены белым. Общий тираж серии — 1000 экземпляров.
В том же году свет увидела специальная редакция Keke Rosberg Edition, выпущенная в честь основателя и пилота команды DTM Team Rosberg, чемпиона Формула 1 сезона 1982 года Кеке Росберга. Она была практически идентична машинам редакции DTM Edition, отличаясь лишь табличкой на крышке пепельницы с логотипом Keke Rosberg Edition, автографом Росберга и индивидуальным номером (от 1 до 1000). Модели, выпущенные в Keke Rosberg Edition, оснащались моторами четырёх типов — C20NE, X20XEV, X25XE и C20LET, и имели один вариант покраски — белый. Колёсные диски также были белого цвета. Общий тираж серии — 1000 экземпляров.
В апреле 1996 года была выпущена специальная редакция Cliff Motorsport Edition. Её отличали изменённый передний бампер Irmsher с дополнительными воздухозаборниками, покрашенные в цвет кузова молдинги изменённой, более округлой формы, 16-дюймовые легкосплавные диски от BBS, заниженная на 20 мм спортивная подвеска и звуковая система от Bose. Также отличительной чертой являлись хорошо заметные шильдики Cliff на передних крыльях и на крышке багажника, идентичные логотипам на гоночной Calibra DTM. Кроме того, на крышке пепельницы устанавливалась табличка с логотипом «Cliff» и индивидуальным номером (от 1 до 1000). Модели, выпущенные в Cliff Motorsport Edition, оснащались моторами двумя типов — X20XEV и X25XE, и имели три варианта покраски. Общий тираж серии — 1000 экземпляров.
В марте 1997 года была выпущена последняя редакция Last Edition, которая вышла тиражом в 984 экземпляра. Из внешних особенностей — изменённые бампера и молдинги новой формы, идентичные редакции Cliff Motorsport Edition, так же выкрашенные в цвет кузова, комплектация идентичная Classic II. На крышке пепельницы устанавливалась табличка с логотипом «Last Edition» и индивидуальным номером (от 1 до 984). Модели, выпущенные в Last Edition, оснащались моторами двумя типов — X20XEV и X25XE.
Кроме вышеперечисленных, британское подразделение Opel выпустило не менее девяти «специальных редакций» Vauxhall, которые обозначались как S.E.1, S.E.2 и т. д.

## 1996 и 1997 годы
1996 год принёс новые программы продаж. В качестве комплектации начального уровня вводится новая редакция Young. Она оснащается младшим мотором 2.0i. На выбор предлагается один из 4 вариантов окраски кузова, два варианта обивки салона, и фиксированный набор дополнительного оборудования.
К концу 1996 года, в связи с тем, что сделать двигатель C20LET отвечающим новым экологическим нормам было бы слишком дорого, производство Calibra турбо, (и, следовательно, и полноприводных версий) прекращается.
С августа 1996 года доступны только версии Young, Classic II и специальная редакция Cliff Motorsport. Начиная с 1997 — только Young. С марта 1997 запускается «прощальная» версия Last edition.
В июне 1997 года производство модели было завершено.

## Статистика
Было построено в общей сложности 239639 автомобилей.
Из них:
- 1989: 32
- 1990: 29357
- 1991: 67454
- 1992: 57254
- 1993: 28786
- 1994: 22701
- 1995: 16991
- 1996: 11108
- 1997: 5956 (из них 984 Last edition 245 X25XE и 739 X20XEV)

Из них:
- Calibra 4х4: 3385
- Calibra Turbo 4×4: 12677
- Calibra V6: 12015

Около 40 % от общего количества машин были произведены на заводе Valmet Automotive в Уусикаупунки (Финляндия) — всего 93978 экземпляра, производство началось в 1991. Это Calibra можно отличить по цифре «9» в VIN-коде (например, WOL 0000 85 [K или V] [1 или 9] XXXXXX) («1» для машин, произведённых на основном заводе Опель в Рюссельсхайме). Считается, что Калибры финского производства значительно лучше защищены от коррозии, но объективных свидетельств на этот счёт пока нет.